# Los Santos de la Humosa
Los Santos de la Humosa – miasto w Hiszpanii we wschodniej części wspólnoty autonomicznej Madryt. 